# Tulsa
Pour les articles homonymes, voir Tulsa (homonymie).
Tulsa (prononcé en anglais : /tʌl.sə/) est la deuxième ville de l'État de l'Oklahoma après Oklahoma City, aux États-Unis, et la 55e agglomération du pays par sa population, avec 722 810 habitants selon les estimations du Bureau du recensement des États-Unis en juillet 2019. Selon le recensement de 2020, la ville de Tulsa avait une population de 413 066 personnes. Tulsa constitue la ville centre de la région métropolitaine de Tulsa. La ville héberge le siège du comté de Tulsa, le comté le plus dense de l'Oklahoma, l'urbanisation étendant sa métropole sur les comtés voisins d'Osage, Rogers et Wagoner.
Tulsa fut fondée entre 1828 et 1836 par la tribu indienne des Lochapoka Band of Creek. Pendant la majeure partie du XXe siècle, la ville a gardé le surnom de « capitale mondiale du pétrole » et a occupé un rôle de premier rang dans l'industrie pétrolière américaine, en en demeurant l'un des plus importants piliers. Depuis l'origine, le marché de l'énergie est resté le moteur de l'économie de la ville. Cependant, aujourd'hui les activités de la ville se sont diversifiées, notamment dans la finance, l'aviation, les télécommunications et la technologie.
Deux universités de la ville font évoluer leurs équipes sportives dans le championnat universitaire NCAA Division 1 : l'Université Oral Roberts et l'Université de Tulsa.
Tulsa possède deux musées d'art, des troupes de ballet ou d'opéra, et l'une des plus grandes concentrations de bâtiments de style Art déco aux États-Unis.
Tulsa a été classée dans les cinquante meilleures villes des États-Unis selon BusinessWeek. Elle est le siège du diocèse catholique de Tulsa, érigé en 1972, avec la cathédrale de la Sainte-Famille.

## Géographie
Tulsa se trouve dans le nord-est de l'Oklahoma, dans une région surnommée le « pays vert » (Green Country). Elle se trouve sur la rivière Arkansas, et au pied des monts Ozarks. Elle est traversée par l'historique U.S. Route 66. Longtemps considérée comme la capitale mondiale du pétrole, la ville de Tulsa a aujourd'hui une économie diversifiée. Elle jouit également d'une vie culturelle assez importante et dispose d'un important patrimoine d'Art déco.

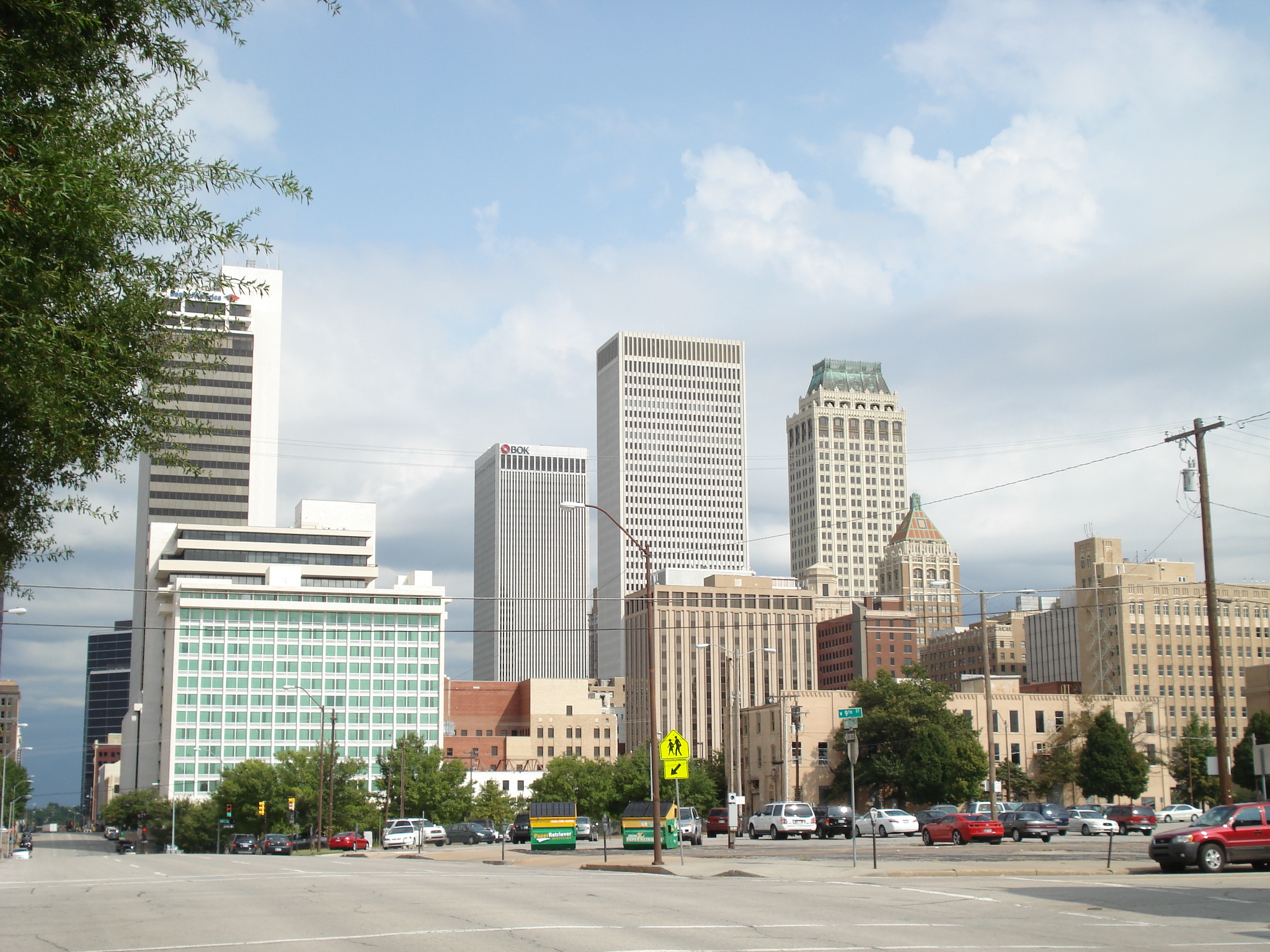
Skyline de Tulsa.
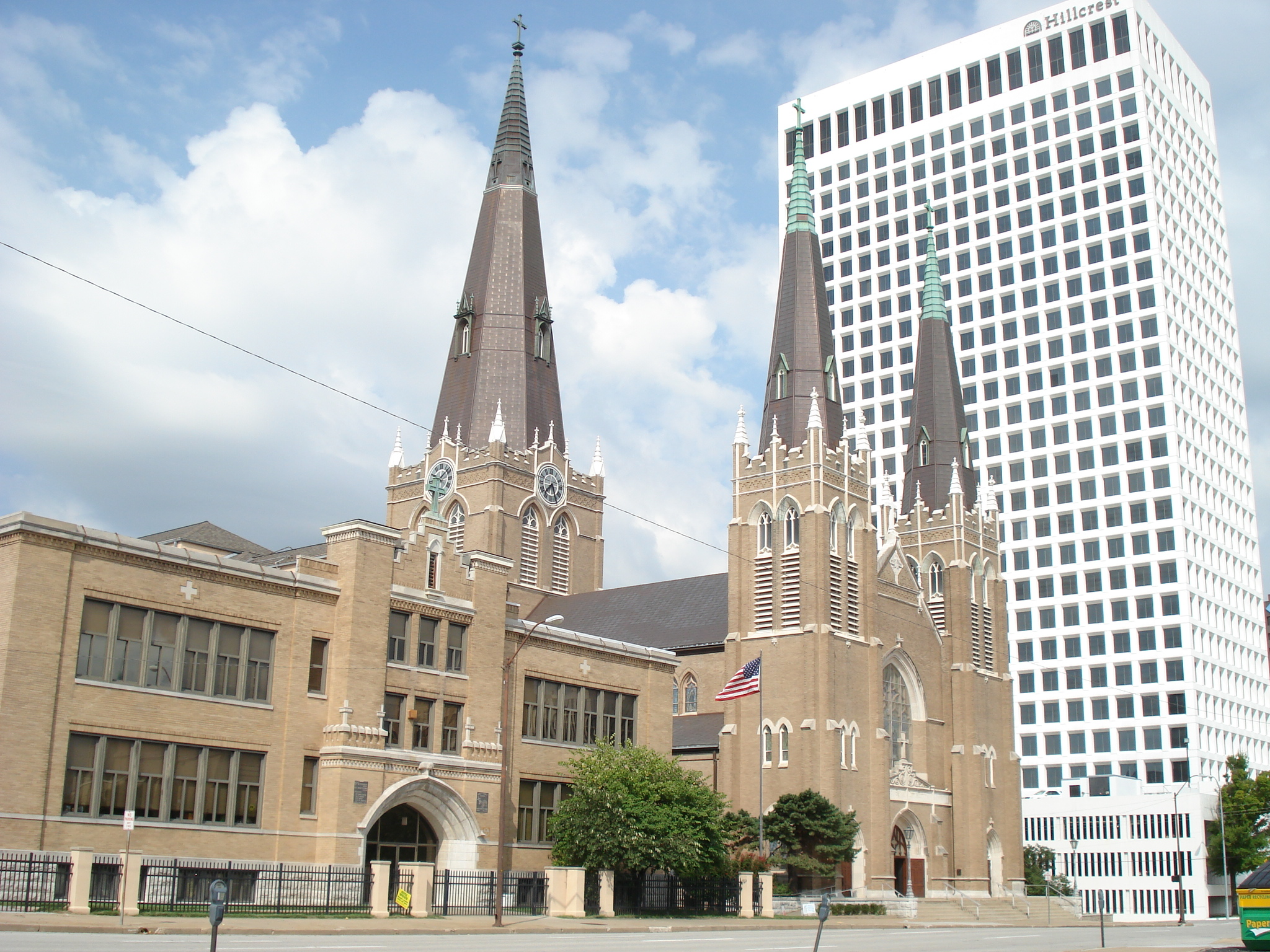
Cathédrale de la Sainte-Famille de Tulsa.
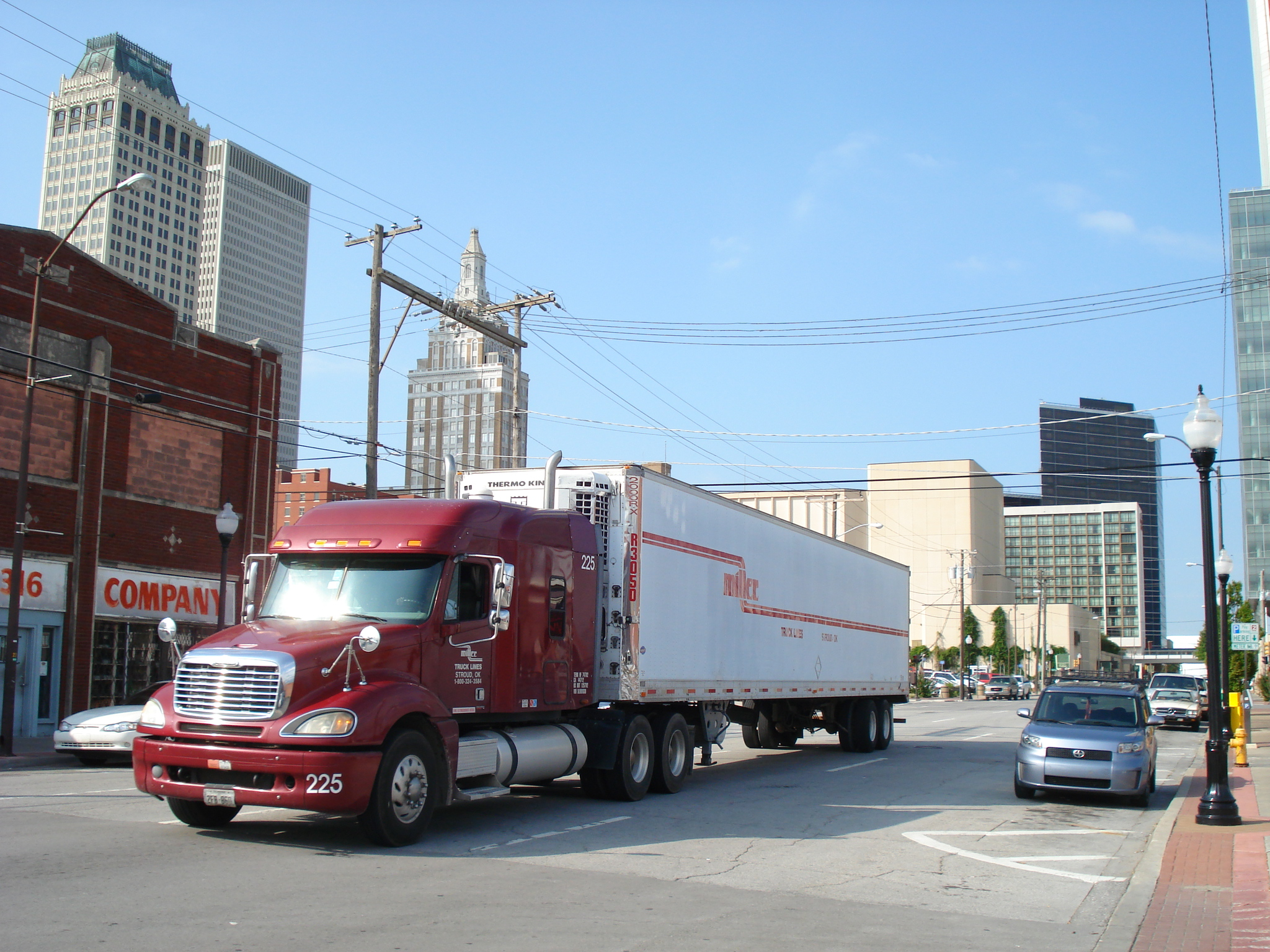
Truck américain dans les rues de Tulsa.

## Histoire
L'expansion de Tulsa date du début du XXe siècle. Elle est intimement liée au pétrole. En 1901 est ouvert le premier puits, mais c'est surtout la découverte d'un très riche champ à Glenpool en 1905 qui attire les entrepreneurs. En 1907, Tulsa comptait 7 300 habitants ; en 1921, 72 000. Les équipements urbains sont bien développés : un pont sur l'Arkansas dès 1904, un auditorium de 3 500 places en 1914, un aéroport dès 1919… 
Une communauté noire assez prospère vit alors à Tulsa, dans le quartier de Greenwood. En 1921, une importante émeute raciale éclate. Les estimations vont de 36 morts (statistiques officielles de 1921) à 300 (estimation de la Croix-Rouge et la commission de 2001). Les émeutes font en outre plus de 800 personnes blessées  admises dans les hôpitaux locaux, et on estime qu’environ 10 000 Noirs se sont retrouvés sans abri en raison des incendies provoqués par les émeutiers,. Cette émeute est considérée comme l'un des pires incidents de violence raciale dans l'histoire des États-Unis.
La ville a souffert de la crise pétrolière dans les années 1980 mais a pu se diversifier économiquement.

## Population et société

### Démographie
| Groupe            | Tulsa | Oklahoma | États-Unis |
| ----------------- | ----- | -------- | ---------- |
| Blancs            | 62,6  | 72,2     | 72,4       |
| Afro-Américains   | 15,9  | 7,4      | 12,6       |
| Autres            | 8,0   | 4,1      | 6,2        |
| Métis             | 5,9   | 5,9      | 2,9        |
| Amérindiens       | 5,3   | 8,6      | 0,9        |
| Asiatiques        | 2,3   | 1,7      | 4,8        |
| Océaniens         | 0,1   | 0,1      | 0,2        |
| Total             | 100   | 100      | 100        |
|                   |       |          |            |
| Latino-Américains | 14,1  | 8,85     | 16,7       |

Selon l’American Community Survey, pour la période 2011-2015, 88,83 % de la population âgée de plus de 5 ans déclare parler l'anglais à la maison, 12,02 % déclare parler l'espagnol et 4,16 % une autre langue.

### Religions
Tulsa est le siège d'un diocèse avec sa cathédrale de la Sainte-Famille, de style néogothique, érigée au début du XXe siècle.

## Sports
- Baseball : Drillers de Tulsa (Texas League)
- Hockey sur glace : Oilers de Tulsa (ECHL)
- Soccer : Roughnecks FC de Tulsa (USL) et Spirit de Tulsa (NPSL)
- Basket-ball : Shock de Tulsa (2010-2015)
- Football américain en salle :Talons de Tulsa (2000-2011)

## Culture
La ville est le lieu de naissance du Tulsa Sound (« son de Tulsa »), un genre musical né de la fusion du jazz, du blues, du rock et du bluegrass.
L'intrigue de la série de livres (vendus à plus de onze millions d'exemplaires dans le monde) La Maison de la nuit de Phyllis Christine et de Kristin Cast (mère et fille) se déroule à Tulsa.
Dans la saison 9 de la sitcom Friends, Chandler Bing accepte sans le savoir d'être muté à Tulsa au cours d'une réunion durant laquelle il s'est endormi.
Les intrigues des films Outsiders et Rusty James de Francis Ford Coppola s'y déroulent.
Les événements mis en scène dans la série Watchmen se déroulent principalement à Tulsa.
La série Tulsa King, avec Sylvester Stallone, se déroule à Tulsa.
Tulsa Time, écrit par Danny Flowers, est un standard de la musique country.
Le parc d'attractions Fraispertuis-City dans les Vosges (France) possède une attraction de type tour de chute libre conçue par la société Intamin qui s'inspire de la statue Golden Driller de Tulsa.

## Jumelages

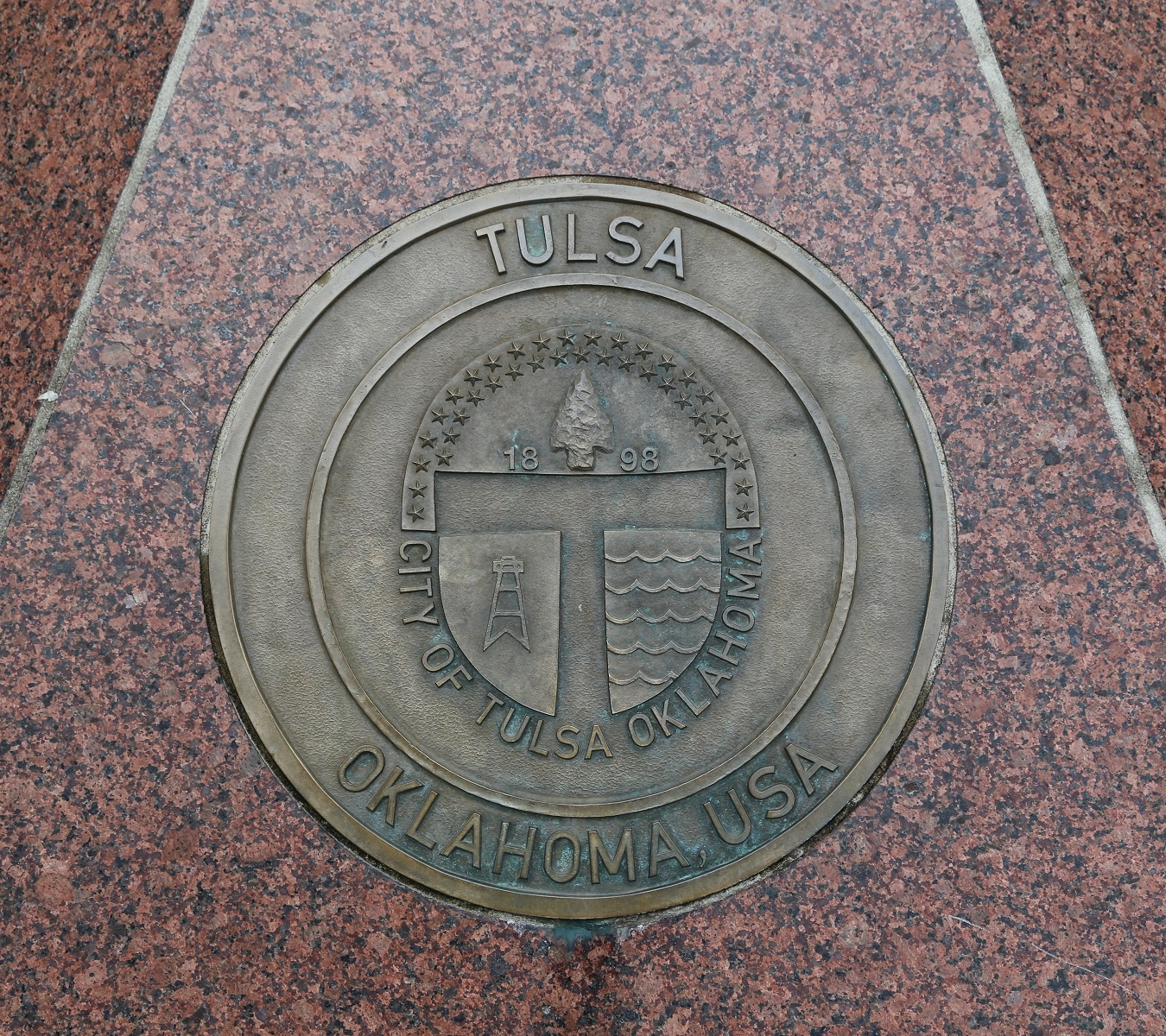
Blason du jumelage entre Tulsa et Celle.

- Amiens (France)
- Beihai (Chine)
- Celle (Allemagne)
- Kaohsiung (Taïwan)
- San Luis Potosí (Mexique)
- Tibériade (Israël)
- Utsunomiya (Japon)
- Zelenograd (Russie)
- Ploiești (Roumanie)